# Autolytus okadai
Autolytus okadai är en ringmaskart som beskrevs av Imajima 1966. Autolytus okadai ingår i släktet Autolytus och familjen Syllidae. Inga underarter finns listade i Catalogue of Life.